# Danxiashan
Danxiashan (丹霞山) är ett berg nära staden Shaoguan i norra delen av Guangdong i Kina. Danxiashan utgörs av en rödaktig sandsten som har eroderat till en bergskedja omgiven av klippor och många ovanliga klippformationer och är en del av en landskapstyp, Kinas danxia, som bara finns i Kina. Danxia-landformationerna i Kina utsågs av Unesco till världsarv år 2010. 
Särskilt berömda är två formationer: en stenpelare kallad Yangyuan ("mans/fadersstenen") och grottan Yinyuan. Den förstnämnda är 28 meter hög och 7 meter i diameter och liknar en mans penis. Den andra är en grotta vars ingång liknar en kvinnas labia. Grottan är 10,3 meter hög, 4,8 och 4,3 meter lång.

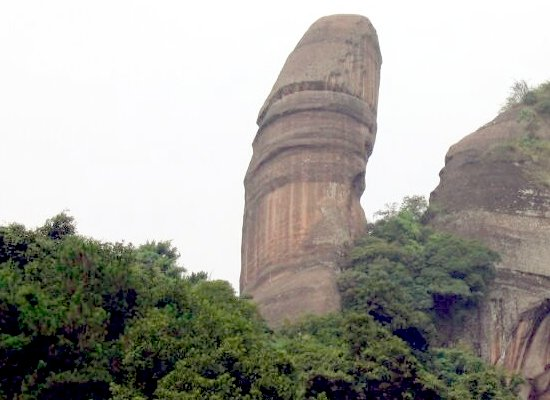
Yangyuanstenen
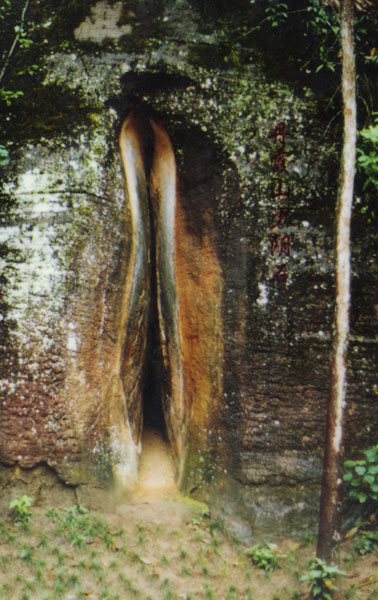
Yinyuangrottan
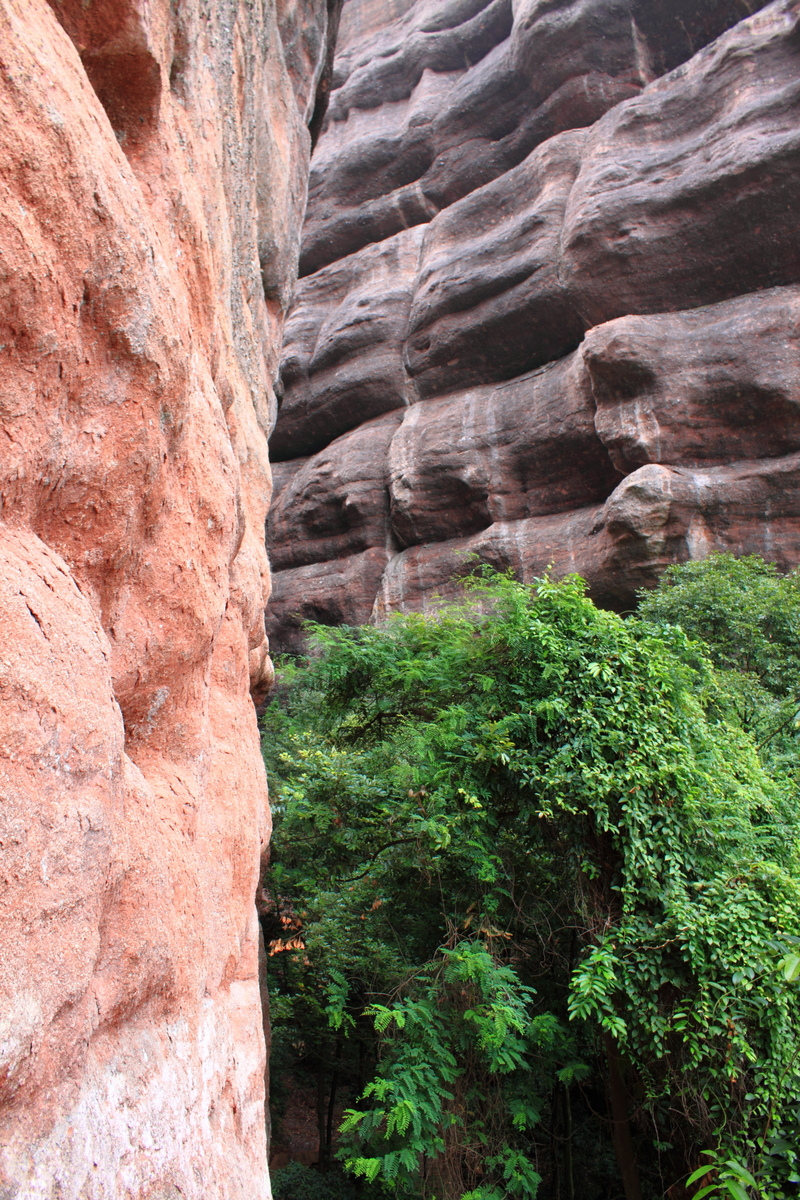